# セサル・モンテス
セサル・ハシブ・モンテス・カストロ（スペイン語: César Jasib Montes Castro、1997年2月24日 - ）は、メキシコのサッカー選手。同国代表。ロコモティフ・モスクワ所属。ポジションはDF。

## クラブ経歴
ポブラド・ミゲル・アレマンFCの下部組織在籍時代、対戦したCFモンテレイから注目されて移籍した。2015年7月29日にプロ初出場を記録。8月2日に行われたエウゼビオ・カップのSLベンフィカ戦でも途中出場し、プロ初得点も記録した。なお、この試合はモンテレイの本拠地であるエスタディオBBVAバンコメルの杮落しであった。いきなりレギュラーを掴むと同シーズンのベストイレブンに選出された。2019-20シーズンのトレブル達成にもレギュラーとして貢献した。
2022年12月27日、RCDエスパニョールに完全移籍。

## 代表経歴

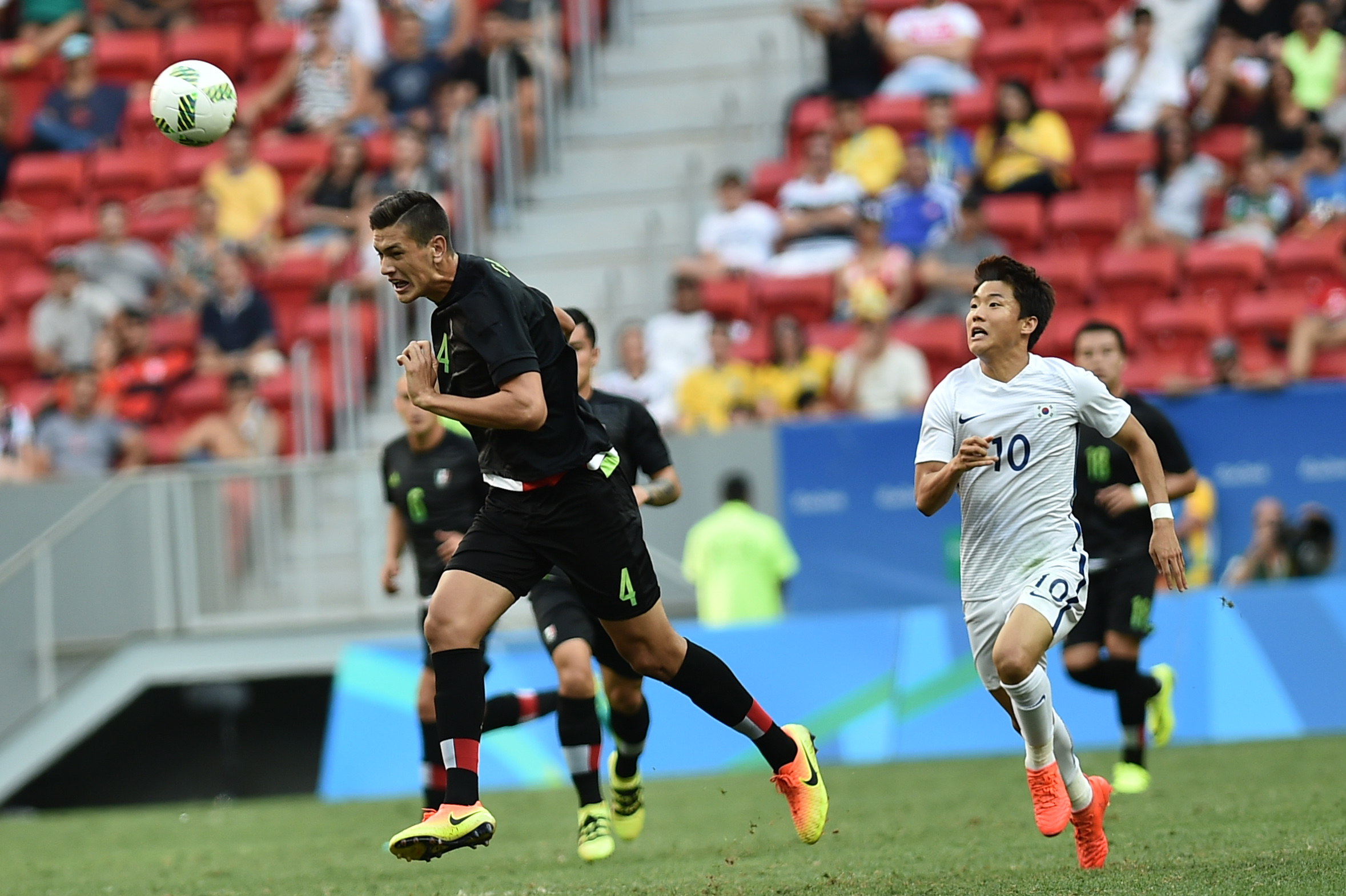
リオデジャネイロオリンピック・韓国代表戦にて

U-21代表として第46回トゥーロン国際大会に参加した。負傷で出場できなかった決勝戦を除く全ての試合で出場し、ベストイレブンに選出された。
U-23代表としてはリオデジャネイロオリンピックに飛び級で参加し全試合に出場、東京オリンピックでも銅メダル獲得に貢献した。
A代表初招集は2017 CONCACAFゴールドカップの際である。7月13日に行われたグループステージ・ジャマイカ代表戦のハーフタイムにロドルフォ・ピサーロに代わって投入されて初出場となった。2019 CONCACAFゴールドカップにも招集され、出場した。

## プレースタイル
若い時から成熟したプレーを見せていたプレーヤーで、ボールにチャレンジしにいくセンターバックである。ビルドアップ面では長距離の精確なパスに定評があり、守備面ではスライディングタックルが持ち味である。セットプレーでは長身で空中戦に強いため、得点源にもなりうる攻守ともに優れたプレーヤーである。

## 個人成績

### クラブ
| クラブ         | シーズン | リーグ     | リーグ戦 | リーグ戦 | カップ戦 | カップ戦 | 国際大会 | 国際大会 | その他 | その他 | 合計 | 合計 |
| クラブ         | シーズン | リーグ     | 出場     | 得点     | 出場     | 得点     | 出場     | 得点     | 出場   | 得点   | 出場 | 得点 |
| -------------- | -------- | ---------- | -------- | -------- | -------- | -------- | -------- | -------- | ------ | ------ | ---- | ---- |
| モンテレイ     | 2015-16  | リーガMX   | 33       | 1        | 4        | 1        | —        | —        | —      | —      | 37   | 2    |
| モンテレイ     | 2016-17  | リーガMX   | 33       | 4        | 6        | 0        | 2        | 1        | —      | —      | 41   | 5    |
| モンテレイ     | 2017-18  | リーガMX   | 27       | 0        | 10       | 0        | —        | —        | —      | —      | 37   | 0    |
| モンテレイ     | 2018-19  | リーガMX   | 25       | 2        | 1        | 0        | 7        | 0        | —      | —      | 33   | 2    |
| モンテレイ     | 2019-20  | リーガMX   | 24       | 1        | 10       | 1        | —        | —        | 2      | 0      | 36   | 2    |
| モンテレイ     | 2020-21  | リーガMX   | 30       | 0        | —        | —        | 6        | 0        | —      | —      | 36   | 0    |
| モンテレイ     | 2021-22  | リーガMX   | 28       | 1        | —        | —        | —        | —        | 1      | 1      | 29   | 2    |
| モンテレイ     | 2022-23  | リーガMX   | 16       | 0        | —        | —        | —        | —        | —      | —      | 16   | 0    |
| モンテレイ     | 通算     | 通算       | 216      | 9        | 31       | 2        | 15       | 1        | 3      | 1      | 265  | 13   |
| エスパニョール | 2022-23  | ラ・リーガ |          |          |          |          |          |          |        |        |      |      |
| 総通算         | 総通算   | 総通算     | 216      | 9        | 31       | 2        | 15       | 1        | 3      | 1      | 265  | 13   |

## 代表歴

### 出場大会
- メキシコ代表
  - 2022 FIFAワールドカップ

### 試合数
- 国際Aマッチ 43試合 1得点（2017年-）[20]

| メキシコ代表 | 国際Aマッチ | 国際Aマッチ |
| 年           | 出場        | 得点        |
| ------------ | ----------- | ----------- |
| 2017         | 5           | 0           |
| 2018         | 0           | 0           |
| 2019         | 5           | 0           |
| 2020         | 2           | 0           |
| 2021         | 7           | 1           |
| 2022         | 15          | 0           |
| 2023         | 9           | 0           |
| 2024         |             |             |
| 通算         | 43          | 1           |

### 得点
| # | 開催日        | 開催地                             | 対戦国 | スコア | 結果 | 試合概要 |
| - | ------------- | ---------------------------------- | ------ | ------ | ---- | -------- |
| 1 | 2021年6月30日 | ナッシュビル、ニッサン・スタジアム | パナマ | 2-0    | 3-0  | 親善試合 |

## タイトル

### クラブ
モンテレイ
- CONCACAFチャンピオンズリーグ：2019, 2021

### 代表
メキシコ
- CONCACAFゴールドカップ：2019